# Université Paris-Descartes
De Université Paris-Descartes was een Franse universiteit opgericht op 1 januari 1971. 
De universiteit werd opgericht na de wet van 12 november 1968 betreffende de oriëntatie van het hoger onderwijs, bekend als de wet-Faure, naar de indiener, minister van onderwijs Edgar Faure. Hierin was voorzien dat de Universiteit van Parijs werd opgedeeld in dertien aparte instellingen, waaronder de Université Paris-V, of Paris-V-René-Descartes, die zich specialiseert tot universiteit voor Mens- en Gezondheidswetenschappen. In 2006 wordt de naam aangepast tot Université Paris-Descartes.
Ze verdween op 1 januari 2020 ten gunste van de Université Paris Cité na de publicatie in de Staatscourant van het decreet tot oprichting van de nieuwe universiteit op 20 maart 2019. Paris Cité ontstond uit de fusie van Paris-Descartes, de Université Paris-Diderot (vroeger Paris-VII) en het Institut de physique du globe de Paris.

## Oud-studenten
- Benjamin Dalle, Belgisch politicus
- Richard Ferrand, Frans politicus
- François Fillon, Frans politicus
- Hervé Morin, Frans politicus
- Jean Pisani-Ferry, Frans econoom

- Bibsys: 96002367
- Bibliothèque nationale de France: cb11865827c (data)
- Catàleg d'autoritats de noms i títols de Catalunya: 981058515094906706
- Gemeinsame Normdatei: 26873-2
- International Standard Name Identifier: 0000 0001 2188 0914
- Library of Congress Control Number: n79065593
- Nationale Bibliotheek van Tsjechië: ko2003183519
- Nationale Bibliotheek van Israël: 987007270593105171
- Réseau des bibliothèques de Suisse occidentale: 02-A000192533
- Système universitaire de documentation: 026404788
- Union List of Artist Names: 500312840
- Virtual International Authority File: 153150832

Albanië: Universiteit van Tirana, Technische Hogeschool van Tirana · 
België: Vrije Universiteit Brussel, Université libre de Bruxelles · 
Bulgarije: Sofia Universiteit St. Kliment Ohridski · 
Cyprus: Universiteit van Cyprus · 
Duitsland: Vrije Universiteit Berlijn, Humboldtuniversiteit · 
Denemarken: Universiteit van Kopenhagen · 
Estland: Technische Universiteit Tallinn, Universiteit van Tallinn · 
Finland: Universiteit van Helsinki · 
Frankrijk: Sorbonne Université, Université Sorbonne-Nouvelle, Universiteit Paris-Dauphine ·
Griekenland: Universiteit van Athene · 
Hongarije: Loránd Eötvös-universiteit · 
Ierland: Nationale Universiteit van Ierland, Dublin · 
Italië: Universiteit Sapienza Rome, Universiteit van Rome Tor Vergata, Roma Tre-universiteit · 
Kroatië: Universiteit van Zagreb · 
Letland: Universiteit van Letland · 
Litouwen: Universiteit van Vilnius · 
Nederland: Universiteit van Amsterdam · 
Noord-Macedonië: Universiteit van Skopje · 
Noorwegen: Universiteit van Oslo · 
Oostenrijk: Universiteit van Wenen · 
Polen: Universiteit van Warschau · 
Portugal: Universiteit van Lissabon · 
Roemenië: Universiteit van Boekarest · 
Rusland: Staatsuniversiteit van Moskou · 
Slowakije: Comenius Universiteit Bratislava · 
Slovenië: Universiteit van Ljubljana · 
Spanje: Autonome Universiteit van Madrid, Complutense-universiteit van Madrid · 
Tsjechië: Karelsuniversiteit Praag · 
Verenigd Koninkrijk: University College London · 
IJsland: Universiteit van IJsland · 
Zweden: Universiteit van Stockholm · 
Zwitserland: Universiteit van Lausanne